# Moses (French Montana)
Moses è un singolo del rapper statunitense French Montana, che figura il featuring di Chris Brown e Migos, estratto come singolo dal suo mixtape Casino Life 2.

## Accoglienza
Il brano ha ricevuto ricezioni ambivalenti da parte della critica che ha lodato prevalentemente il ritornello di Chris Brown, definendolo "catchy". Il brano ha ricevuto vari paragoni a lavori del rapper Future.

## Classifiche
| Classifica (2015)         | Posizione massima |
| ------------------------- | ----------------- |
| Stati Uniti (R&B/hip-hop) | 51                |